# Egilsstaðir

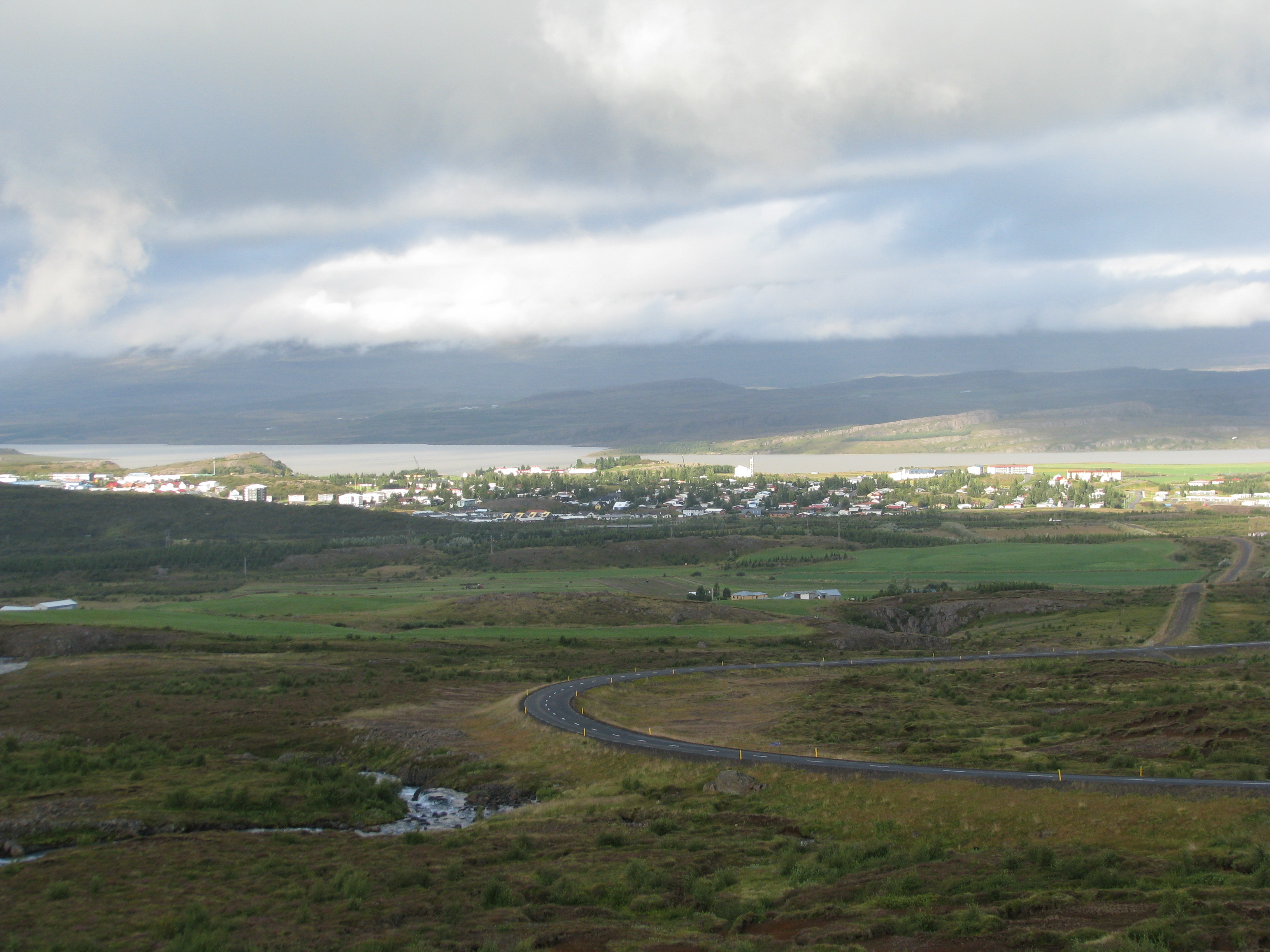
Egilsstaðir

Egilsstaðir ['εiːjɪlsˌstaːðɪr̥] ist mit 2636 Einwohnern (Stand 1. Januar 2023) die größte Stadt im Osten von Island. Sie liegt in der Gemeinde Múlaþing.

## Geografie
Bei Egilsstaðir liegt der Lagarfljót (auch Lögurinn genannt), ein langgestreckter See bzw. gleichnamiger Fluss, in welcher der Legende nach der Lagarfljótwurm, ein Seeungeheuer hausen soll. Unweit von Egilstaður dehnt sich auf einer Höhe von 50–200 m. ü. d. M. mit einer Fläche von 600 ha einer der größten Wälder Islands aus, der Egilstaðaskógur, in dem einige Bäume eine Höhe von 9 m erreichen.

## Geschichte
Der Ort entwickelte sich erst in den 1940er Jahren in der Nähe des gleichnamigen Gutshofs. Dieser war zu Beginn des 20. Jahrhunderts u. a. auf den Getreideanbau spezialisiert, aber auch größere Waldgebiete (in isländischem Maßstab) gehören zu ihm. Schon seit 1914 wird beim Hof auch ein Hotel betrieben.
Die ersten Häuser der heutigen Kleinstadt wurden 1944 erbaut. Das Stadtrecht erwarb der Ort im Jahre 1987 und ist seither bis in die letzten Jahre stetig gewachsen von 1380 Einwohnern im Jahre 1988 auf 2237 Einwohner 2011. Man lebt von Handel und Dienstleistungen.
Die Stadt Egilsstaðir (Egilsstaðabær) war bis zum 7. Juni 1998 selbständig und gehörte dann zur Gemeinde Austur-Hérað, die am 1. November 2004 gemeinsam mit weiteren Gemeinden in der neuen Gemeinde Fljótsdalshérað aufging. Seit einer weiteren Fusion 2020 gehört Egilsstaðir zur neuen Gemeinde Múlaþing.

## Wirtschaft und Infrastruktur
Es gibt unter anderem einige wichtige Läden, die sonst nicht in der Gegend vorhanden sind, wie einen Supermarkt und einen Baumarkt, ein Freibad, eine Gesamtschule, eine weiterführende Schule, eine Fachhochschule, die Gemeindebibliothek, das Regionalarchiv und das Bezirksgericht für Ostisland, eine Mehrzweckhalle, die vor allem als Jugendclub genutzt wird, eine Dampferanlegestelle am See, Hotels von der Luxusklasse bis zur Touristenunterkunft, mehrere Sportplätze, einen Golfplatz, ein großes Informationszentrum und einen Wohnwagen- und Zeltplatz. Des Weiteren findet man hier ein Gesundheitszentrum (isl. Heilsugæsla); das nächste Krankenhaus befindet sich hingegen in Neskaupstaður.
In der Nähe von Egilsstaðir stand bis 2023 der Sendemast Eiðar des isländischen Rundfunks.

### Verkehr
Der Flughafen Egilsstaðir ist gleichzeitig (neben Akureyri) ein Ausweichlandeplatz für Islands internationalen Flughafen Keflavík.
Durch Egilsstaðir verläuft der Hringvegur , die bedeutendste Straße Islands. Von hier verzweigen der Borgarfjarðarvegur , der Seyðisfjarðarvegur  und der Skriðdals- og Breiðdalsvegur .

## Kultur, Kirchen und Gemeinden
Das Museum Minjasafn Austurlands bietet einen guten Überblick über Geschichte und Kultur der Region.
Die evangelische Kirchengemeinde der Egilsstaðakirkja, der die meisten Einwohner angehören, gehört zum Gemeindebezirk Múlaprófastsdæmi. Das Kirchengebäude datiert von 1974 und steht auf dem Hügel Gálgaklettur in der Nähe des Gymnasiums von Egilsstaðir.
Eine ehemalige Apotheke in Egilsstaðir wurde in ein katholisches Gemeindezentrum umgebaut, das zu der Pfarrei St. Thorlák im 34 km entfernten Reyðarfjörður gehört. Die Kapelle mit 50 Sitzplätzen wurde Ende 2009 eingeweiht.

## Umgebung

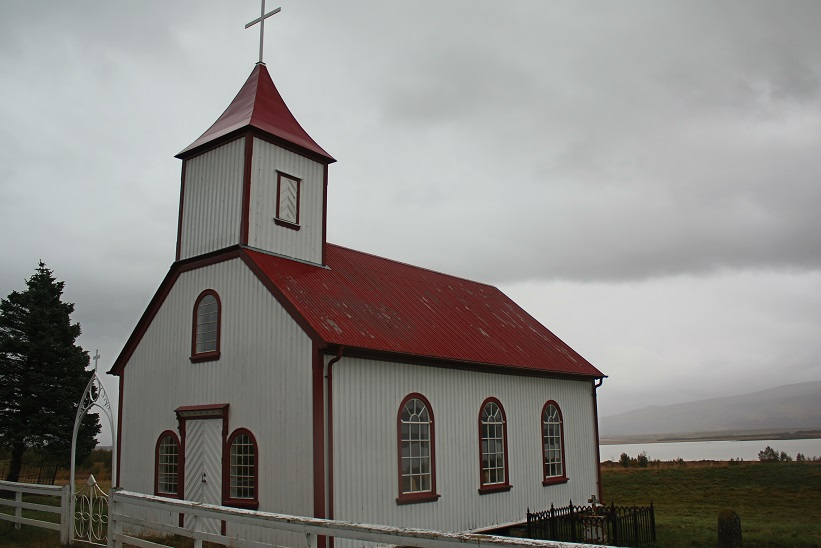
Áskirkja (1898)

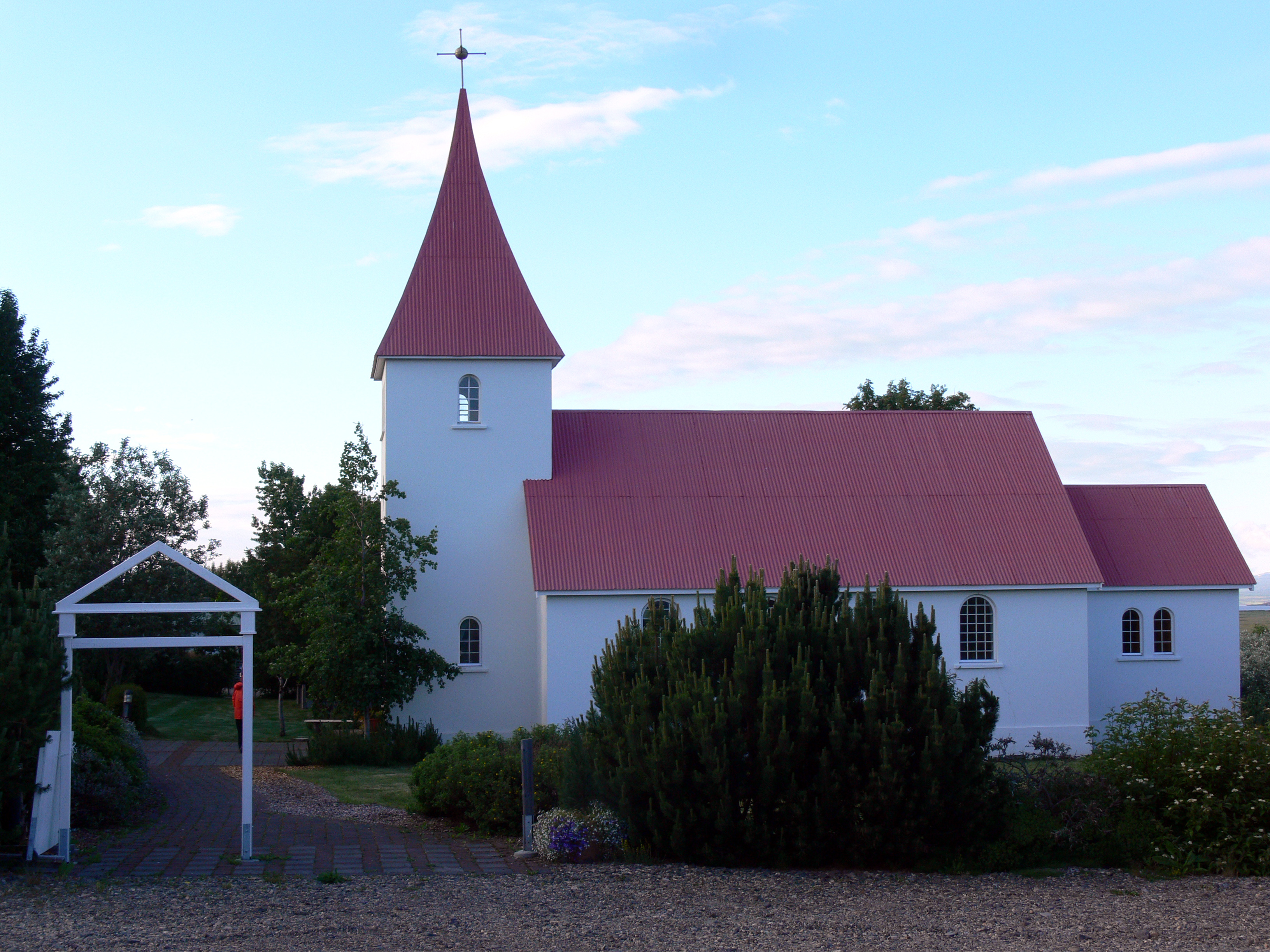
Vallaneskirkja (1931)

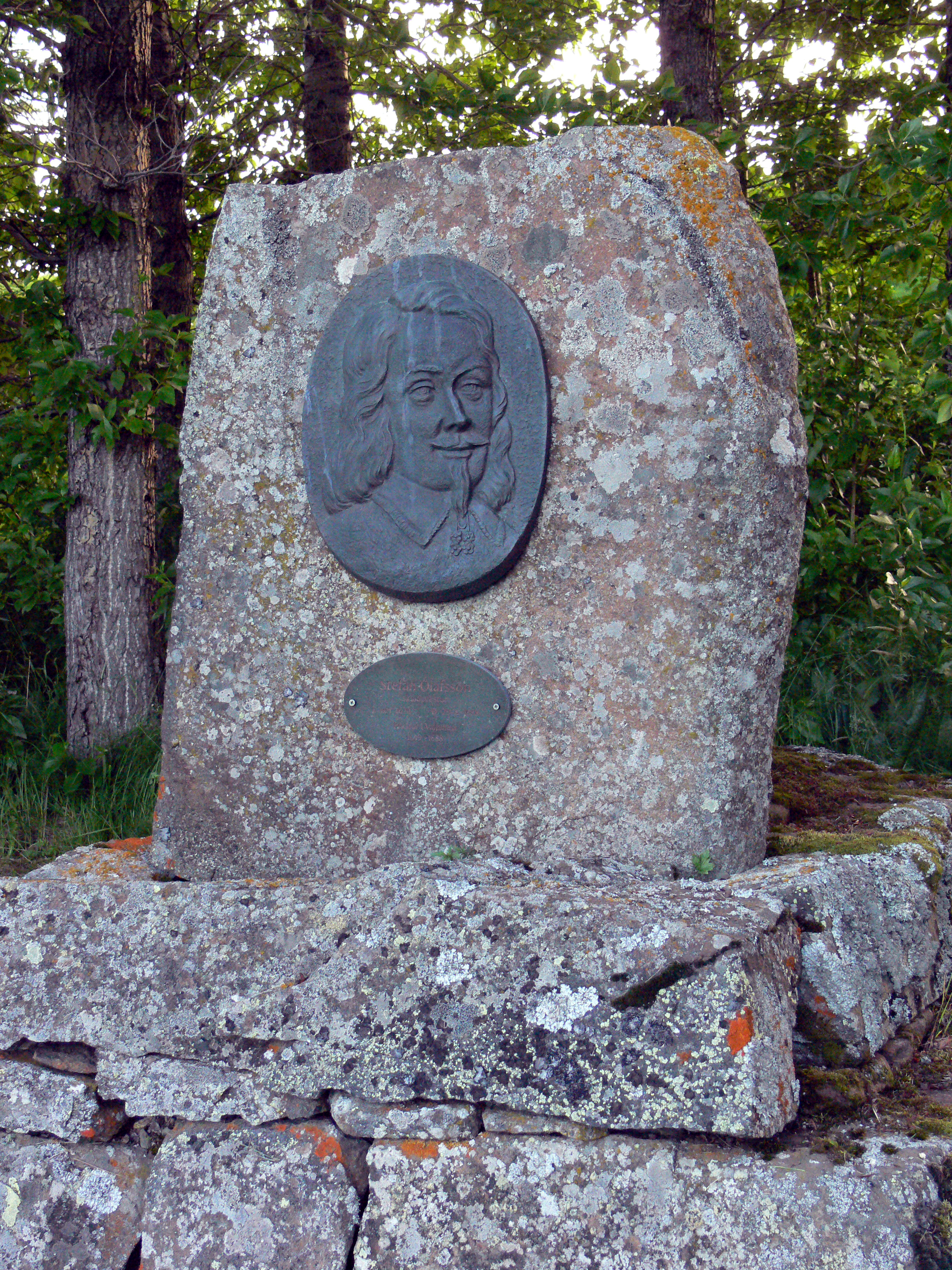
Denkmal für Stefán Ólafsson

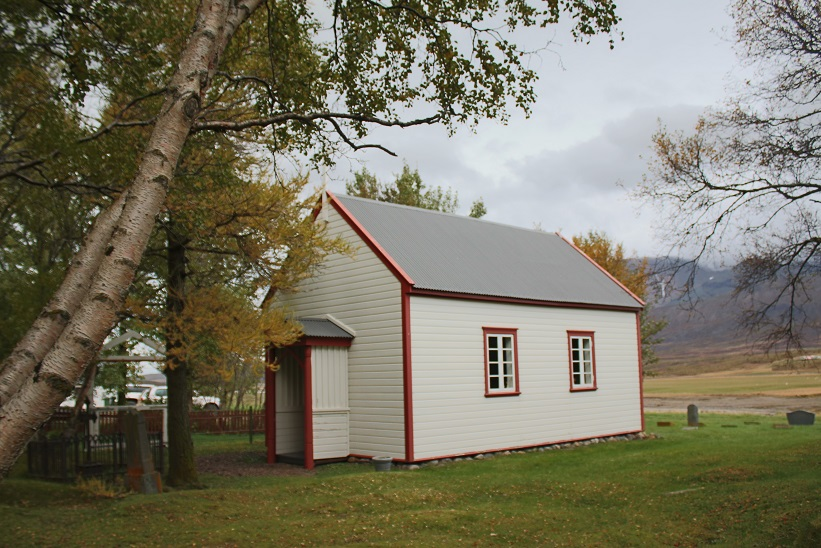
þingmúlakirkja

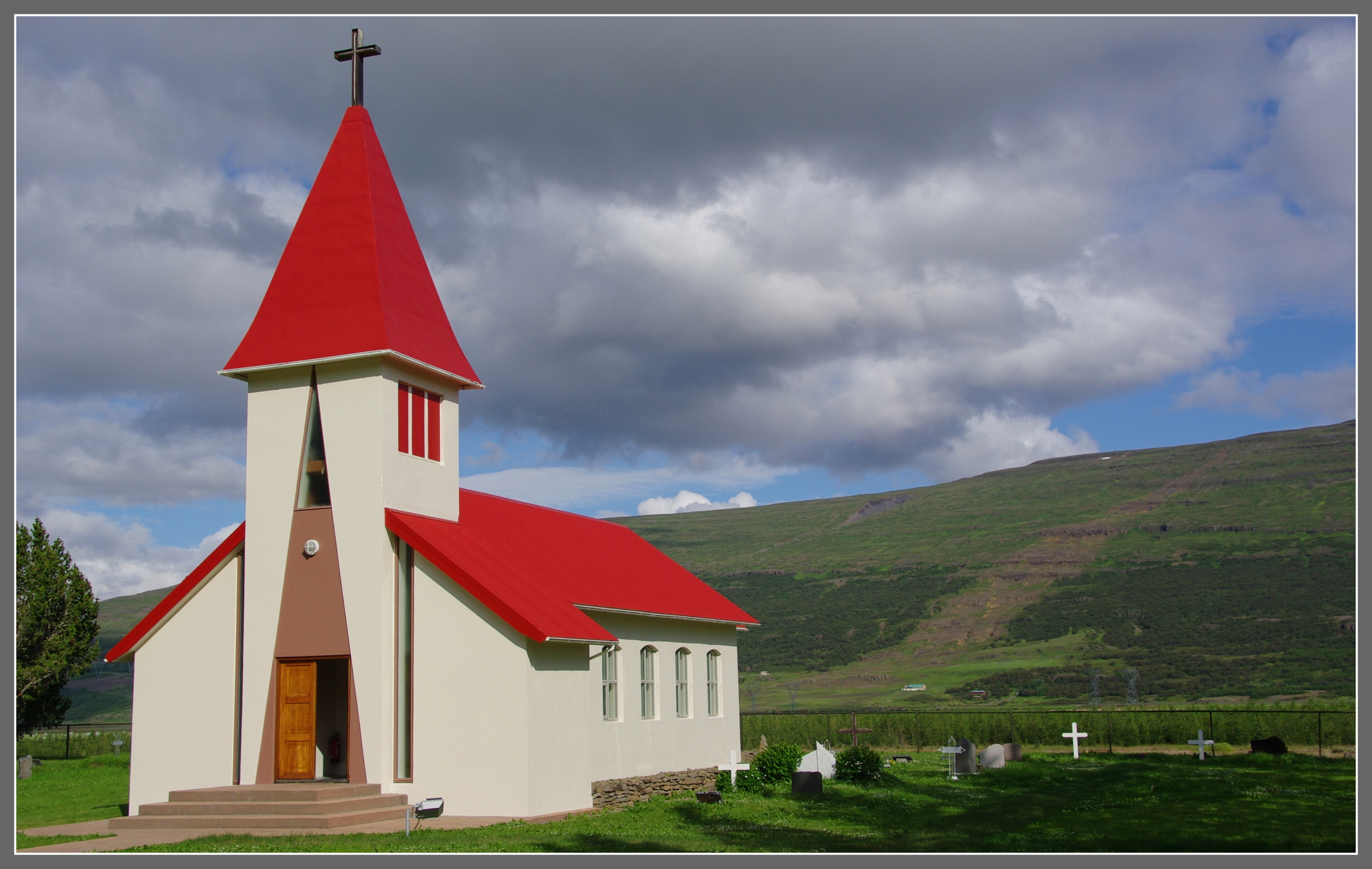
Valþjófsstaðarkirkja

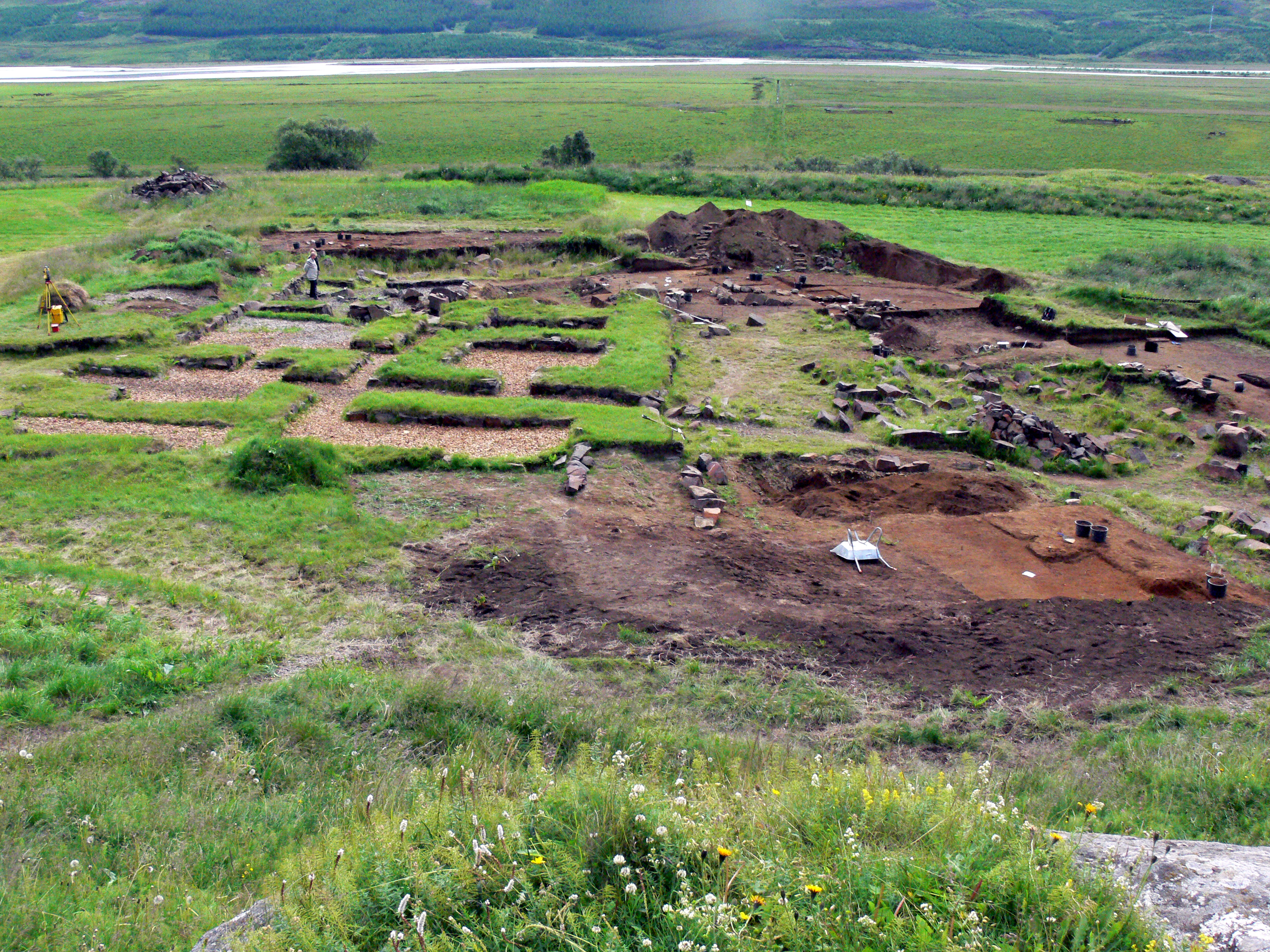
Ausgrabungen Skriðuklaustur

Das Waldgebiet Selskógur am Fluss Eyvindará am östlichen Stadtrand von Egilsstaðir ist mit seinen Wanderwegen ein beliebtes Ausflugsziel.
An der Landstraße 94 nach Bakkagerði ist die 1886 erbaute Kirche Eiðakirkja des Gehöftes Eiðar, das 12 km nördlich von Egilsstaðir liegt, sehenswert.
Nördlich von Egilsstaðir dehnt sich zwischen den Flüssen Lagarfljót und Jökulsá á Brú das kaum besiedelte Tiefland Hróarstunga aus, durch das die Landstraße 925 (Hróarstunguvegur) führt. In dieser Landschaft, in der 1997 Reste einer Siedlung mit einem Langhaus aus der Zeit der Wikinger gefunden wurden, ist die originalgetreu rekonstruierte und 1999–2001 wieder aufgebaute Torfkirche Geirsstaðakirkja beachtenswert. Am Westufer der Jökulsá á Brú steht an der Landstraße Nr. 917 nach Vopnafjörður auf dem Hof Sleðbrjótur die 1926 erbaute Steinkirche Sleðbrjótskirkja.
Am Westufer des Sees Lagarfljót erhebt sich, 12 km von Egilsstaðir entfernt, die 1898 erbaute Holzkirche Áskirkja mit einem weithin sichtbaren Dachreiter mit einem Zeltdach an einer Stelle, an welcher – der Überlieferung nach – bereits zur Zeit der Einführung des Christentums auf Island um 1000 eine Kirche stand. Sie wurde um 1200 in den Aufzeichnungen des Skálholter Bischofs Páll Jónsson erwähnt. Die Kirche war Eigentum des Bauern, der den Hof besaß, bis sie 1662 von Bischof Brynjólfur Sveinsson gekauft wurde. Die Kirche mit einer Länge von 10,86 m und einer Breite von 6,37 m ist u. a. wegen ihres Retabels von 1850 bekannt und steht seit 1990 unter Denkmalschutz.
Am Ostufer des Sees steht auf dem Gehöft Vallanes die relativ große Vallaneskirkja mit einem massiven Turm, die 1931 eingeweiht wurde und in ihrem Innern 100 Menschen Platz bietet. Das 1899 von Anker Lund geschaffene Altargemälde stellt Jesus dar, wie er dem Wasser und dem Wind Einhalt gebietet. Neben der Kirche wurde dem Dichter Stefán Ólafsson (1619–1688), der in Vallanes Pfarrer war, ein Denkmal errichtet.
Nordwestlich von Egilsstaðir liegt 5 km abseits der Ringstraße in der Landschaft Jökuldalsheiði der 1843 aus Torf erbaute und bis 1943 bewirtschaftete Bauernhof Sænautasel, der 1992 als Museum originalgetreu wieder aufgebaut und 2010 renoviert wurde. Der Hof, der 1875 nach einem Ausbruch des Vulkans Askja zeitweise verlassen war, vermittelt einen Eindruck von den Lebensbedingungen auf Island im 19. Jahrhundert. Sænautasel liegt am Südufer des 2,3 km² großen und bis zu 23 m tiefen Sees Sænautavatn, der 525 m ü. d. M. liegt.
Ebenfalls nordwestlich von Egilsstaðir steht auf dem Hof Hofteigur an der Ringstraße Nr. 1 die 1883 erbaute und 1931 sowie 1970–1972 renovierte Holzkirche Hofteigskirkja. Das Retabel, das 1897 von dem dänischen Künstler Niels Anker Lund (1840–1922) gestaltet wurde, hat mit der Heilung eines Blinden durch Jesus ein ungewöhnliches Motiv.
Am südlichen Ende des Sees befindet sich, 39 km von Egilsstaðir entfernt, auf dem Gebiet der Nachbargemeinde Fljótsdalur das Gehöft Valþjófsstaðir mit der relativ großen Valþjófsstaðarkirkja mit einem massiven, weithin sichtbaren Turm. Sie wurde 1966 eingeweiht und bietet 95 Sitzplätze bietet. Die Kirchentür ist eine originalgetreue Nachbildung der ursprünglichen mit Schnitzereien verzierten Eingangstür, die möglicherweise aus dem 13. Jahrhundert stammte und heute unter dem Namen Valþjófsstaðarhurð im Nationalmuseum in Reykjavík ausgestellt ist. Die Tür mit einer Höhe von 2,05 m wurde 1851 nach Kopenhagen verkauft und 1930 anlässlich des tausendjährigen Bestehens des isländischen Parlaments nach Island zurückgebracht. Unweit davon befindet sich in einem 1939 von dem deutschen Architekten Fritz Höger erbauten Landsitz das Museum Skriðuklaustur, das dem Leben und Werk des isländischen Schriftstellers Gunnar Gunnarsson gewidmet ist, der hier lebte und die Gebäude 1948 dem isländischen Staat vermachte. Hier fanden 2002–2012 archäologische Ausgrabungen statt, und dabei wurden die Fundamente eines 1493–1552 bestehenden Klosters freigelegt, die man besichtigen kann. Die teilweise zweistöckigen Gebäude des Klosters mit seiner 1512 geweihten Kirche und eines angeschlossenen Hospitals bedeckten eine Fläche von insgesamt 700 m², und daneben fand man einen Friedhof mit 242 Gräbern.
Auch die kleine Steinkirche Eiríksstaðakirkja des Gehöftes Eiríksstaður, die 1913–1915 erbaut wurde, steht auf dem Gebiet von Fljótsdalur. Sie hat 40 Sitzplätze und ist die zweitälteste Steinkirche im Osten Islands und eines der ältesten Gebäude der Gemeinde. Das Gemälde über dem Altar ist von 1954 und zeigt die Jünger auf dem Weg nach Emmaus.
An der Landstraße 95 liegt 27 km südlich von Egilsstaðir das Gehöft þingmúli mit einer kleinen, 1886 erbauten Holzkirche (Þingmúlakirkja) ohne Turm, deren Altargemälde 1916 von Þórarinn Benedikt Þorláksson (1867 – 1924), einem der ersten zeitgenössischen Maler Islands, gestaltet wurde und Jesus mit der Ehebrecherin darstellt. Die Þingmúlakirkja, deren Altar von 1869 ursprünglich in der 1895 abgerissenen Kirche in Hallormstaður stand, hat eine Grundfläche von 8,5 × 5,5 m. Das Gebäude, in dem außerdem ein geschnitztes Taufbecken mit der Jahreszahl 1764 steht, wurde 1976–1980 renoviert. 1986 wurde die Kirche, die seit 1990 unter Denkmalschutz steht, an der Westseite um einen Vorbau von 1,08 m Länge und 1,53 m Breite erweitert. þingmúli war früher Sitz eines Things.

## Töchter und Söhne der Stadt
- Bjarni Benediktsson frá Hofteigi (1922–1968), Schriftsteller
- Erla Kolbrún Svavarsdóttir (* 1961), Pflegewissenschaftlerin, Hochschullehrerin Universität Island
- Ásdís Rán Gunnarsdóttir (* 1979), Model, Unternehmerin und TV-Producerin
- Hjálmar Jónsson (* 1980), Fußballspieler